# جاك بلانشارد
جاك بلانشارد (بالفرنسية: Jacques Blanchard)‏ هو رسام فرنسي، ولد في 1 أكتوبر 1600 في باريس في فرنسا، وتوفي بنفس المكان في 1638.

## وصلات خارجية
- جاك بلانشارد على موقع ميوزك برينز (الإنجليزية)
- جاك بلانشارد على موقع ديسكوغز (الإنجليزية)